# John Carden
Sir John Valentine Carden, 6º Baronet (6 de febrero de 1892 - 10 de diciembre de 1935) fue un diseñador de carros de combate y de diversos tipos de vehículos británico. En 1931 se convirtió en el sexto Baronet de Templemore, Tipperary.

## Semblanza

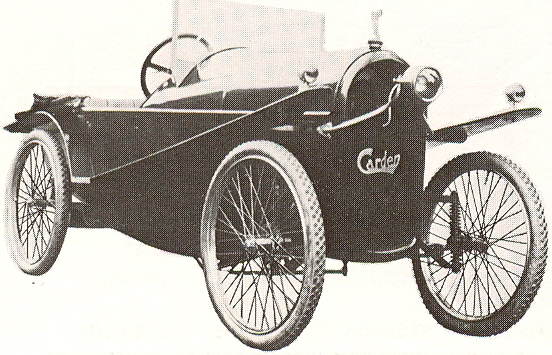
Autociclo Carden

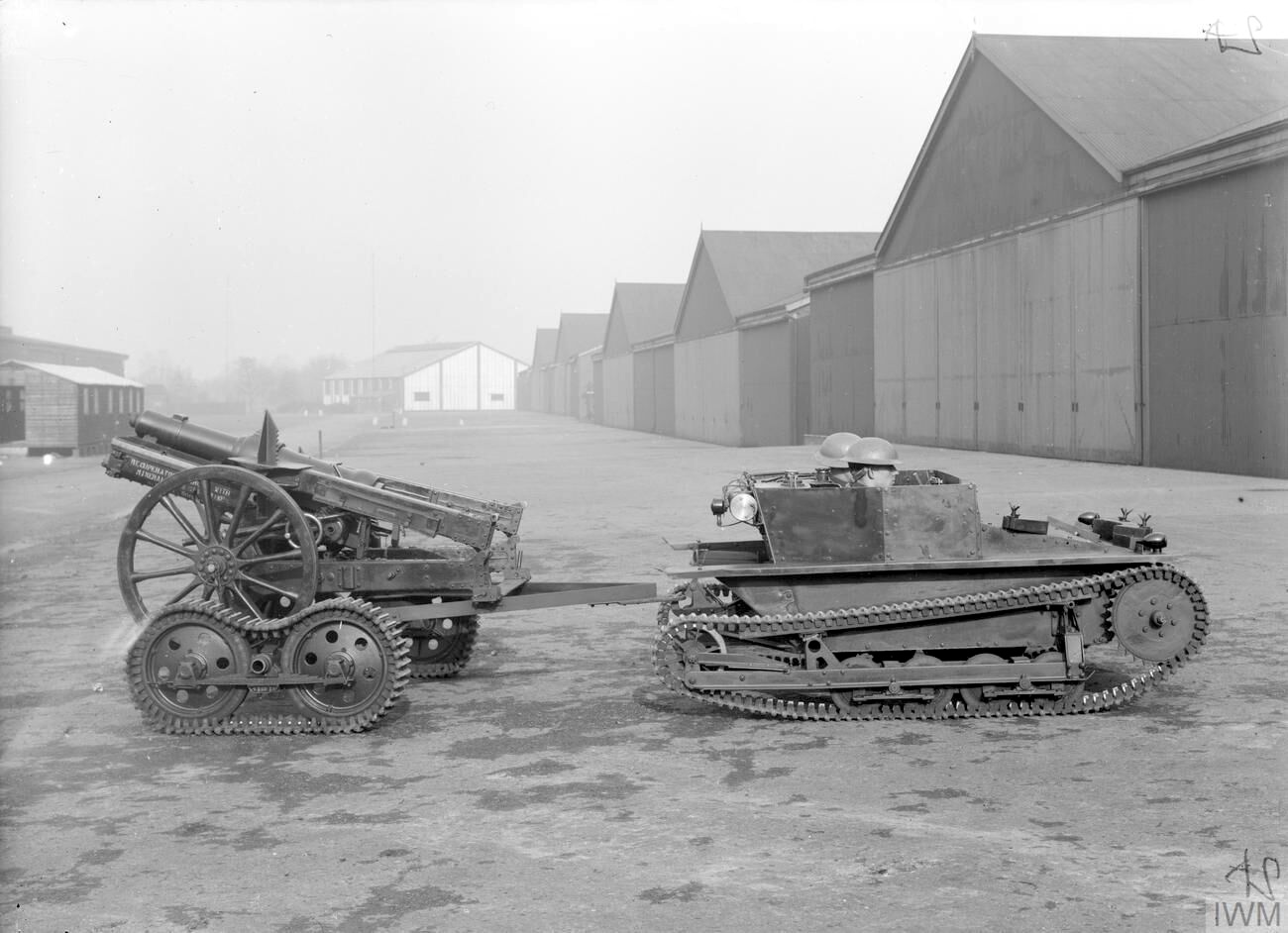
Carden-Loyd remolcando un mortero (1929)

Nacido en Londres, Carden era un ingeniero de talento, un autodidacta capaz de poner sus ideas en práctica. De 1914 a 1916, dirigió una empresa que fabricaba automóviles ligeros bajo la marca "Carden". El primer modelo de la compañía fue un autociclo, con solo un asiento para el conductor.
Durante la Primera Guerra Mundial, Carden sirvió en el Army Service Corps y alcanzó el rango de capitán, adquiriendo experiencia con vehículos sobre cadenas como los Holt tractor.
Después de la guerra, volvió a la fabricación de automóviles, pero vendió su diseño y fábrica originales a Ward y Avey, que le cambiaron el nombre por AV. Posteriormente diseñó un nuevo autociclo y comenzó a fabricarlo en Ascot, pero a finales de 1919 vendió el diseño a E. A. Tamplin, quien continuó fabricándolo bajo la marca Tamplin. Su siguiente modelo era otro automóvil ligero de dos asientos con carrocería de paneles de fibra. Carden incluso vendió uno de estos coches al rey Alfonso XIII de España, antes de que la compañía fuera adquirida por unos nuevos propietarios en 1922, quienes la rebautizaron como New Carden.
Dos o tres años más tarde, conoció al diseñador de automóviles Vivian Loyd y los dos fundaron una pequeña empresa en Chertsey llamada Carden-Loyd, trabajando en vehículos ligeros sobre orugas para uso militar. Carden fue descrito como un "genio de la ingeniería introvertido", mientras que Loyd fue descrito como un "ingeniero-vendedor extrovertido".
Lo que trajo el verdadero éxito de la pareja de ingenieros fue un diseño de tanqueta: el primer Carden-Loyd One-Man Tankette, presentado en 1925. En los dos años siguientes, se desarrollaron las versiones Mark I, II y III, y más tarde, los modelos Tankette de dos hombres Mark IV y Mark V. Todos se construyeron en pequeñas cantidades pero eran muy prometedores y, como resultado, el negocio de Carden-Loyd fue comprado por Vickers-Armstrong en marzo de 1928. El propio Carden fue empleado por Vickers como director técnico. La pareja continuó desarrollando su modelo de tankette, creando finalmente su diseño más conocido, el Mark VI, que se convirtió en el primer diseño exitoso de un vehículo de este tipo en el mundo, convirtiéndose en un diseño clásico, con varios cientos de unidades producidas que se exportaron a 16 países. Muchos modelos de tankette extranjeros desarrollados más tarde se dice que están inspirados en Mark VI.
Carden y Loyd también diseñaron tanques ligeros, como la conocida serie de tanques ligeros Vickers-Armstrong (utilizada, por ejemplo, en Bélgica), y los tanques ligeros del Ejército Británico, incluyendo el tanque ligero Mk VI (uno de los últimos diseños de Carden). También desarrollaron el primer carro de combate anfibio del mundo, el Vickers-Carden-Loyd, y desempeñó un importante papel en el desarrollo del modelo de tanque Vickers 6-ton.
Además de los tanques, Carden y Loyd también desarrollaron varios tractores de artillería y transportes ligeros, incluido el modelo VA D50, que era un prototipo del Universal Carrier. El interés de Carden por volar también lo llevó a construir un avión ultraligero basado en el "Flying Flea" francés, utilizando un motor Ford modificado potenciado de 10 a 31 hp. En 1935, Carden fundó la compañía Carden Aero Engines Ltd., fabricante de motores de avión. Una asociación con L.E. Baynes llevó a la fundación de Carden Baynes Aircraft Ltd., que produjo planeadores diseñados por Baynes equipados con motores auxiliares.
John Carden falleció el 10 de diciembre de 1935, al estrellarse cerca de Tatsfield, Surrey, el avión Savoia-Marchetti S.73 de la compañía de aviación belga Sabena en el que viajaba.